# دانفلد
دانفلد (به آلمانی: Dannefeld) یک منطقهٔ مسکونی در آلمان است که در گراده‌لگن واقع شده‌است. دانفلد ۳۸۰ نفر جمعیت دارد.